# Imidakloprid
Imidakloprid je sistematski insekticid koji deluje kao neutrotoksin za insekte. Spada u klasu hemikalija poznatih kao neonikotinoidi, koji deluju na centralni nervni sistem insekata uz daleko manji stepen otrovnosti za sisare. Hemikalija deluje na prenos signala u nervnom sistemu insekta. Imidakloprid proizvodi blokadu nikotinergijskih nervnih puteva. Ova blokada dovodi do nagomilavanja acetilholina, važnog neuroprenosnika, što rezultuje paralizom insekta te vrlo često dovodi do smrti. Taj način je efikasan kod direktnog kontakta i putem oralnog uzimanja. Pošto se imidakloprid puno jače veže na neuroreceptore insekta nego na neuroreceptore sisara, ovaj insekticid je selektivno daleko otrovniji za insekte nego za sisare. Danas je imidakloprid jedan od najrasprostranjenijih i najviše korištenih insekticida na svetu.
Iako njegova proizvodnja nije pod patentom, najveći proizvođač imidakloprida je Bayer CropScience, (deo koncerna Bajer AG). Prodaje se pod mnogim trgovačkim imenima za razne upotrebe; može se primeniti putem injekcije u tlo, drvo, premazom po kori drveća, lišća, posipanjem po tlu kao granulat ili kao tekućina, kao i za primjenu premazivanjem pesticida po semenu biljaka pre setve.
Imidakloprid se u velikoj primenjuje u kontroli insekata štetočina u poljoprivredi. Druge upotrebe uključuju primenu za temelje građevina za zaštitu od termita, za zaštitu vrtova i bašti od insekata, zaštitu kućnih životinja (pasa i mačaka) od buva, te zaštitu drveća od insekata. Nedavne studije ukazuju da široko rasprostranjena poljoprivredna upotreba imidakloprida i sličnih pesticida može dovesti do poremećaja i uginuća kolonija pčela, a otkriveno je i smanjenje broja kolonija pčela u Evropi i Severnoj Americi od 2006. godine. Kao rezultat toga, mnoge države su uvele ograničenja primene imidakloprida i drugih neonikotinoida.

## Odobrena upotreba
Imidakloprid je najviše korišteni insekticid na svetu. Njegova najčešća upotreba uključuje:
- poljoprivredu - kontrolu biljnih vašiju, resokrilaca,[14] smrdibuba, skakavaca i brojih drugih insekata koji nanose štetu usevima
- arborikulturu - kontrola najezde insekata poput Agrilus planipennis i drugih koji napadaju drveće[10]
- zaštitu domaćinstava - kontrola termita,[6][14] mrava, bubašvaba i insekata koji vole vlagu
- zaštitu domaćih životinja - kontrola buva (nanošenjem na vrat životinje)[6]
- vrtarstvo - kontrola biljnih vašiju i drugih štetočina.

Kada se primenjuje na biljke, imidakloprid koji deluje sistematski, se sporo apsorbuje putem korenja biljaka i sporo premešta uz biljku putem ksilemskog tkiva.

## Primena za zaštitu drveća
Kada se primenjuje za zaštitu drveća, može trajati od 30 do 60 dana da dođe do vrha stabla (u zavisnosti od veličine) i da uđe u listove u dovoljno velikim količinama koje su efektivne za zaštitu od insekata. Imidakloprid se može naći u stablu, granama, korenu, listovima, pupoljcima i semenu drveta. Pošto se mnoga drveća oprašuju putem pčela, male količine imidakloprida se mogu naći i na cvetovima drugih biljaka koje nisu njime tretirane. Veće doze se moraju koristiti kod kontrole insekata koji buše drveće.

## Istorija
Dana 21. 1. 1986. godine, podnesen je zahtev za patent u SAD od strane japanske kompanije Nihon Tokušu Nojaku Seizo iz Tokija, a odobren je 3. maja 1988. godine. Dana 25. 3. 1992. godine, kompanija Miles Inc. (kasnije Bayer CropScience) je zatražila registraciju imidakloprida za upotrebu na travnjacima i ukrasnom bilju. Američka agencija za zaštitu životne sredine je odobrila registraciju imidakloprida.
Dana 26. 1. 2005. godine Američki federalni registar se odobrio izuzeće imidakloprida iz pesticida koji se ne mogu tolerirati. Njegova upotreba je odobrena za Havaje za upotrebu u uzgoju banana, te u državama Minesota, Nebraska i Severna Dakota, gde se primenjuje u uzgoju suncokreta.

## Trgovačka imena
Imidakloprid ima brojna trgovačka imena i nazive za široki raspon za koji se koristi, počevši od uklanjanja vašiju i buha kod domaćih životinja do zaštite drveća od parazita. Neki od trgovačkih imena imidakloprida su: .

## Biohemija
Imidakloprid je sistemski hloronikotinilski pesticid, koji spada u klasu neonikotinoidskih insekticida. Deluje tako što ometa prenos nervnih impulsa kod insekata tako što se nepovratno veže na određene nikotinske acetilholinske receptore u nervnom sistemu insekata.
Kao sistematski pesticid, imidakloprid se lako translocira ili premešta putem ksilema biljaka iz tla u lišće, plodove, polen i nektar biljaka. Imidakloprid takođe pokazuje odlično translaminarno kretanje unutar biljke i može ući u kutikulu lista i lako ući u tkivo lista. Pošto je imidakloprid efikasan u veoma niskim dozama (nanogramima i pikogramima), može se primenjivati u niskim koncentracijama (npr. oko 55-140 g/ha) što je daleko manje od drugih insekticida. Dostupnost imidakloprida i njegove visoke otrovnosti u odnosu na druge insekticide koji su bili dostupni na tržištu 1990-tih godina, EPA je dopustila da on zameni mnogo otrovnije insekticide uključujući inhibitore acetilholinsteraze, organofosforna jedinjenja i metilkarbamate.

## Uticaj na životnu sredinu
Glavni putevi puštanja imidakloprida u okolinu su putem tekuće fotolize (poluvreme iznosi od 1 do 4 sata) te upijanje u biljke. Glavni foto-metaboliti uključuju imidakloprid desnitro, imidakloprid olefin, imidakloprid ureja i pet manje značajnih metabolita. Završni proizvod fotorazlaganja je hloronikotinska kiselina (CNA) te posle nje konačno ugljen-dioksid. Pošto imidakloprid ima nizak pritisak pare, u normalnim uslovima ne isparava brzo.
Imidakloprid se brzo raspada u vodi kada se izloži svetlosti (poluvreme raspadanja je od 1 do 4 sata), ali je relativno dosta stabilan u vodi bez izlaganja svetlosti. Rastvorljiv je u vodi u količini od 0,61 g/l što je relativno mnogo. U tami, pri pH vrednosti između 5 i 7, on se veoma polako raspada, dok mu je pri pH vrednosti 9, poluvreme raspada oko jedne godine. U tlu pod aerobnim uslovima, imidakloprid je postojan a poluvreme raspada iznosi od 1 do 3 godine. Osnovni metaboliti u tlu uključuju imidakloprid nitrosimin, imidakloprid desnitro, hidroksinikotinska kiselina i imidakloprid ureja, koji se na kraju raspadaju na hloronikotinsku kiselinu, CO2 i veže za ostatak.